# متیل ایزو تیوسیانات
متیل ایزو تیوسیانات (به انگلیسی: Methyl isothiocyanate) یک ترکیب شیمیایی با شناسه پاب‌کم 11167 است. که جرم مولی آن 73.12 می‌باشد. شکل ظاهری این ترکیب، جامد بی‌رنگ است.